# Felix (Filmreihe)
Felix (später Felix und Felizitas) ist eine Kurzfilmserie, die zwischen 1983 und 1987 in insgesamt 60 Episoden (sechs Staffeln) als Gute-Nacht-Geschichten der NDR-Ausgabe des Sandmännchens ausgestrahlt wurden. Die Produktion begann bereits 1982, die Ausstrahlung der ersten Folge geschah am 24. Oktober 1983.

## Mitwirkende
- Produktion: Darmstädter Puppenspiel
- Buch und Regie: Rudolf Fischer
- Animation und Puppenspiel: Rudolf Fischer, Erika Fischer und Heide Wlazik
- Regieassistenz und Schnitt: Heide Wlazik

## Inhalt
Der kleine Felix ist auf der Suche nach dem Punkt, an dem der Himmel die Erde berührt. Um diesen Punkt zu finden, folgt er einer magischen blauen Kugel, die wie von selbst vor ihm herrollt und ihm den Weg weist. Auf seiner Wanderschaft trifft Felix eine ganze Reihe von seltsamen Trollen, Kobolden, Geisterwesen und Fabeltieren, die ihm alle auf ihre ganz besondere Weise ihre Gastfreundschaft schenken. Eine besondere Freundschaft entwickelt sich dabei zwischen Felix und dem Schreischrat, der Felix’ Wegbegleiter wird. Eines Tages treffen sie auf das Mädchen Felizitas, das ebenfalls einer magischen Kugel gefolgt ist – und sie erkennen, dass der Himmel die Erde genau an jenem Punkt berührt, wo einer den anderen liebt. 

## Hintergrund
Felix weicht in mancher Hinsicht von den anderen, meist bekannteren Gute-Nacht-Geschichten des NDR-Sandmännchens ab. Gedreht wurde ausschließlich an Originalschauplätzen, selbst das Haus, das Felix und Felizitas gegen Ende der Reihe erbauen, wurde in freier Natur und nicht auf einem Studiogelände errichtet. Gedreht wurde auf 16-mm-Farbfilm.
Die Filmreihe zeichnet sich vor allem dadurch aus, dass in ihr eine Fülle unterschiedlichster puppenspielerischer Führungsformen wie Handpuppenspiel, Marionettenspiel oder Maskenspiel harmonisch zueinander wirken. Dafür verantwortlich zeichnete der Puppenspieler Rudolf Fischer, der zuvor bereits in zahlreichen Fernsehproduktionen mitgewirkt hatte und vor allem durch seine Darstellungen in Der Spatz vom Wallrafplatz, Maxifant und Minifant und Stoffel und Wolfgang bundesweite Bekanntheit erlangte. Seine Frau Erika, ebenfalls erfahrene Puppenspielerin, und die Puppenspielerin Heide Wlazik (später Hamann) standen ihm dabei zur Seite.
Die Figuren aus der Filmreihe befinden sich heute in der historischen Sammlung des Puppenpavillon Bensberg in Bergisch Gladbach.

## Ausstellung
- Felix und Felizitas – Figuren und Masken aus der gleichnamigen Sandmännchen-Fernsehreihe. Puppenpavillon Bensberg, Bergisch Gladbach, 12. Januar bis Ende Mai 2010